# اسکات دو
اسکات دو (انگلیسی: Scott Doe؛ زادهٔ ۶ نوامبر ۱۹۸۸) بازیکن فوتبال اهل بریتانیا است.
از باشگاه‌هایی که در آن بازی کرده‌است می‌توان به باشگاه فوتبال بورم‌وود، باشگاه فوتبال سوئیندون تاون، باشگاه فوتبال ویموث، باشگاه فوتبال داگنم و ردبریج، و باشگاه فوتبال کترینگ تاون اشاره کرد.
وی همچنین در تیم ملی فوتبال England C بازی کرده‌است.